# اورلی ازولای

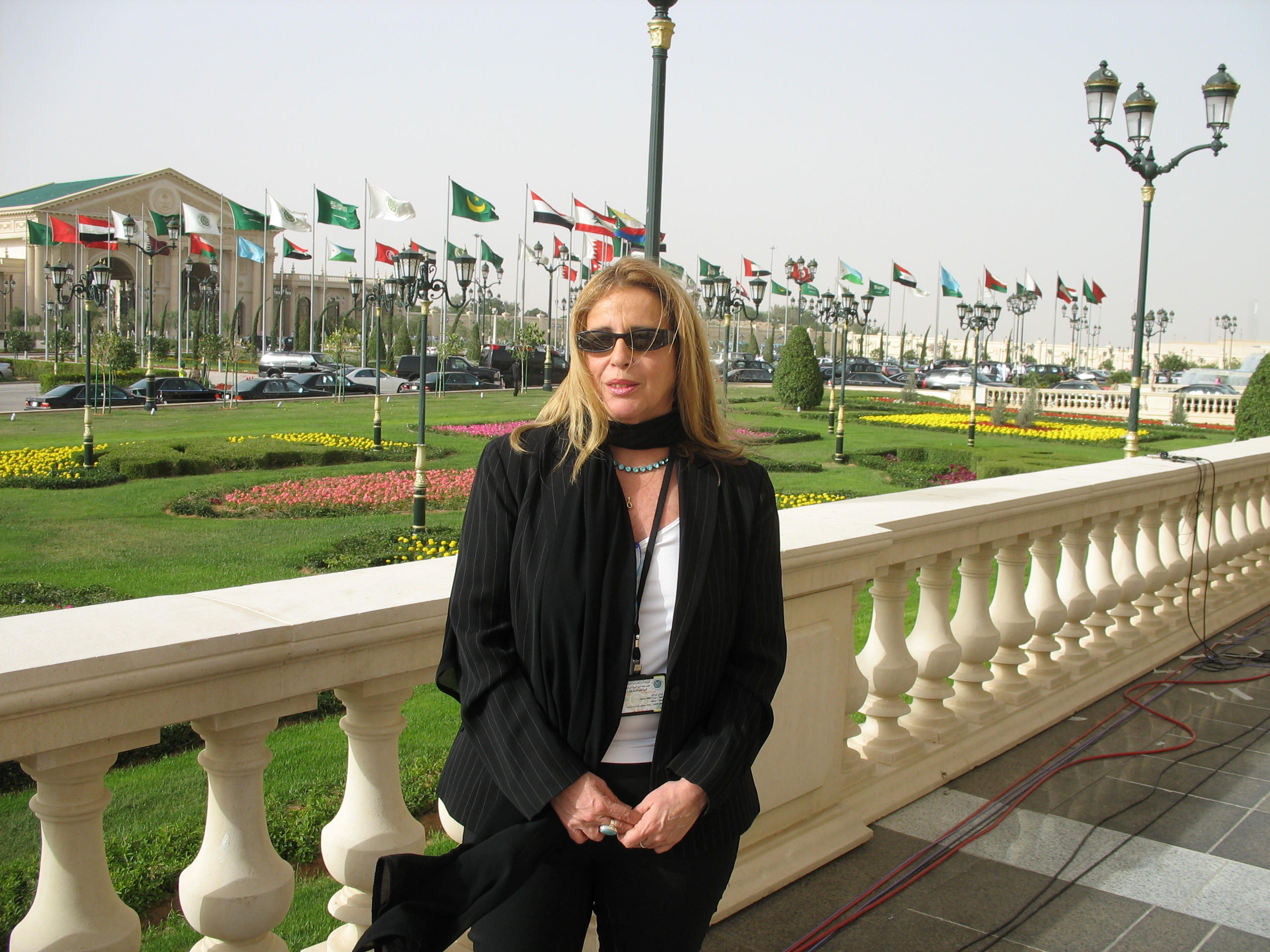
اورلی ازولای در سال ۲۰۰۷ در ریاض عربستان.

اورلی ازولای کتز (به عبری: אורלי אזולאי) (زاده ۱۹۵۳ میلادی) یک خبرنگار سیاسی اسرائیلی، آمریکایی، فرانسوی است که برای روزنامه یدیعوت اهارونوت کار می‌کند.

## زندگی‌نامه
ازولای در اسرائیل در سال ۱۹۵۳ میلادی در منطقه ریشون لتسیون متولد شد. او خبرنگاری را در زمان خدمت خود در نیروهای نظامی اسرائیل شروع کرد. بعد از خاتمه کار در ارتش اسرائیل او در روزنامه یدیعوت اهارونوت استخدام شد. او مقالات زیادی در مورد منطقه هاشارون و نتانیا نوشت.
او در سال ۱۹۷۸ به دلیل اخلال در کار قضایی محکوم شد. او مقاله‌ای در دفاع از یک فرد متهم دو روز قبل از دادگاه او نوشته بود که اینکار باعث محکوم شدن او به پرداخت جریمه نقدی شد.
در سال ۱۹۹۳ او به پاریس رفت و در آنجا مقالات زیادی در مورد گفتگوهای صلح اعراب و اسرائیل نوشت.
در سال ۱۹۹۶ او به اسرائیل رفت تا از انتخابات گزارش تهیه کند. او کمی بعد به ایالات متحده رفت و در روزنامه‌ای در آنجا مشغول به کار شد. او در مورد کشورهای محور شرارت، ایران، کره شمالی و عراق مطالب زیادی نوشته است و بنا به گفته خود از تمامی این کشورها بازدید کرده است. او در سال ۲۰۰۷ به همراه گروه خبرنگاری سازمان ملل برای تهیه خبر از کنفرانس اعراب به عربستان سعودی رفت. دولت عربستان ابتدا به دلیل داشتن شهروندی اسرائیل درخواست ویزای او را ردکرد ولیکن بعد از تماس بان کی مون با شاه عربستان فیصل و دستور مستقیم او برای ازولای ویزا صادر شد. او در مورد کشورهای پاکستان، کویت، قطر، افغانستان و در مورد حزب‌الله در لبنان مطالب زیادی نوشته است.

## مسافرت به ایران
در ماه مارس سال ۲۰۱۵ ازولای برای سفر به ایران رفت. این اولین باری بود که یک خبرنگار اسرائیلی به صورت علنی وارد ایران می‌شد با اینکه ازولای اظهار کرده است که او چندین بار پیش از این نیز به ایران رفته بوده است. او نوشته است که در زمان مادلین آلبرایت به ایران، افغانستان، لبنان، عراق و پاکستان رفته بوده است و در سال ۲۰۰۰ نیز از عربستان دیدن کرده بوده است. او در این مسافرت ۱۴ روزه با یهودیان تهران و اصفهان دیدار کرد و به کنیسه‌های یهودی سرزد. او همچنین از مقبره استر و مردخای در همدان بازدید کرد. او دلیل مسافرت خود را به ایران عشق به اصفهان و تاریخ یهودی این شهر عنوان کرد. بعد از اتمام این سفر و چاپ شدن مقاله ازولای به همراه عکسهای سفر او در ایران مقامات ایران اجازه سفر او را اشتباه خواندند و اعلام کردند که از تابعیت اسرائیلی او آگاه نبودند. وزیر ارشاد ایران علی جنتی او را به دغل بازی متهم کرد. حال آنکه خود ازولای در مقاله چاپ شده در مورد سفرش نوشته است که مقامات فرودگاه متوجه اسرائیلی بودن او شدند زیرا محل تولد او در پاسپورت آمریکاییش اسرائیل بود ولیکن تنها از او انگشت نگاری کرده و به او اجازه وارد شدن دادند. این در حالی است که دولت ایران خبرنگاران آمریکایی غیراسرائیلی و حتی ایرانی تبار را معمولاً به شدت مورد سوء ظن می‌داند. همچنین بر اساس مقاله ازولای بدون درخواست ویزای قبلی و با اخذ ویزا در فرودگاه وارد ایران شد با اینکه قانون گرفتن ویزا در فرودگاه برای شهروندان آمریکایی اعمال نمی‌شود. او در مقاله خود تصاویر زیادی از خود در شهرهای مختلف ایران نظیر تهران، اصفهان و همدان منتشر کرد و بدون هیچ مشکلی ایران را ترک کرد.

## زندگی شخصی
ازولای ابتدا با یاکوف کتز پسر گوینده رادیو اسرائیلی جوئل کتز ازدواج کرده بود. او بعدها از کتز جدا شد و با هاوارد آرونستین در آمریکا ازدواج کرد. آرونستین رئیس رادیو شبکه سی.بی.اس. است. ازولای دارای تابعیت اسرائیلی، فرانسوی و آمریکایی است.

## بحث‌ها
در سال ۲۰۱۰ آرونستین و همسرش اورلی ازولای به دلیل کاشتن ماریجوانا در منزل خود دستگیر شدند. پلیس واشینگتن شکایت‌هایی مبنی بر کاشتن ماریجوانا در منزل آنها دریافت کرده بود و بعد از گرفتن اجازه جستجو بوته‌های ماریجوانا بسیار زیادی در منزل آنها یافت.
در سال ۲۰۱۳ فرزندخوانده وی لوئیس آرونستین به دلیل صدمه زدن به اموال دیگران دستگیر شد. او در خیابان بر روی اتوموبیل‌های همسایه‌ها با کلید خط کشیده بود و در چندین مورد علامت صلیب شکسته آلمان نازی (با اینکه خود آرونستین یهودی بود) را کشیده بود.